# Черногорская трагедия
Черногорская трагедия (укр. Чорногорська трагедія) — трагические события в районе жилмассивов Черногорка и имени Шевченко, на территории шахт № 5 и «Южная» рудоуправления имени Ильича, связанные с оккупацией Кривого Рога в 1941—1944 годах. Место расстрела еврейского населения немецкими войсками и их пособниками.

## История
Днём 14 октября 1941 года оккупанты собрали евреев возле руин хоральной синагоги под предлогом переселения и под конвоем отвели к шахте № 5. Людей заставили раздеться и группами по 10—15 человек расстреливали у воронки шурфа. Детей бросали в шурф живыми.
По данным Криворожского историко-краеведческого музея 14 октября 1941 года было расстреляно 700 человек, с октября 1941 по апрель 1942 года — 6293 человека, в августе 1943 года — 13 человек.
Вскоре после освобождения города на этом месте установили памятник высотой 1,5 м из кусков рельсов по периметру и колючей проволоки. Руины рудника сохранились.
Возле трамвайной остановки «Посёлок Шевченко» установлен памятный знак, в память о трагедии.